# Antonio Vranković
Antonio Vranković (* 28. Oktober 1996 in Minneapolis) ist ein kroatischer Basketballspieler.

## Werdegang
Vranković wurde in den Vereinigten Staaten geboren, als sein Vater Stojko Vranković dort als Berufsbasketballspieler in der NBA beschäftigt war. 1999 zog die Familie nach Kroatien, er wuchs in Zagreb auf. Als Jugendlicher ging Antonio Vranković wieder in die USA, war drei Jahre lang Schüler und Basketballspieler an der Pine Crest School im Bundesstaat Florida. Nachdem er in der Saison 2014/15 mit Mittelwerten von 27,5 Punkten, 16,1 Rebounds und 5 Blocks auf sich aufmerksam gemacht hatte, setzte er seine Basketballlaufbahn an der Duke University fort und begann dort ein Studium. Vranković kam in seinen vier Jahren nicht über die Rolle als Ergänzungsspieler hinaus, er bestritt 49 Spiele für Duke und erzielte im Mittel 1,5 Punkte sowie 1,6 Rebounds je Begegnung.
Nach dem Verlassen der Hochschule im Jahr 2019 sammelte Vranković seine erste Erfahrung als Berufsbasketballspieler beim spanischen Drittligisten C.B. Gran Canaria Claret S.A.D. Für die Ausbildungsmannschaft des Erstligisten C.B. Gran Canaria bestritt er 14 Ligaspiele, in denen er im Durchschnitt 13,5 Punkte und 6,6 Rebounds verbuchte. Im Dezember 2019 kam es zur Trennung. Vranković wechselte zu KK Split nach Kroatien. Dort blieb er bis 2021. In der Saison 2020/21 brachte es der Innenspieler in der Adriatischen Basketballliga auf 6,5 Punkte und 4,5 Rebounds pro Partie. Im August 2021 gab KK Cibona Zagreb die Verpflichtung des kroatischen Nationalspielers bekannt. Er wechselte zu Jahresbeginn 2022 zum BK Pardubice nach Tschechien und zur Saison 2022/23 nach Montenegro zu KK Mornar Bar.
Im September 2023 wurde er vom französischen Zweitligisten Saint-Chamond Basket Vallée du Gier verpflichtet. Im Sommer 2024 wechselte er innerhalb der Liga zu Alliance Sport Alsace. Vranković kehrte 2025 nach Kroatien zurück und wechselte zur Saison 2025/26 zum KK Cedevita.